# Platymantis macrosceles
Platymantis macrosceles és una espècie de granota que viu a Papua Nova Guinea.